# 香川景柄
香川 景柄（かがわ かげもと、延享2年8月29日（1745年9月24日） - 文政4年9月28日（1821年10月23日））は、江戸時代中期の歌人。実父は山城国京都の松田対馬。養父は香川景平。養子に香川景樹、香川景欽、香川景嗣。通称は俊蔵や府生等多数。号は黄中。法名は浄阿。香川景平の養子となり梅月堂四世を継ぐ。

## 生涯
公家の徳大寺家に仕えていたが、後に歌道に専念。梅月堂四世となり京都歌壇の重鎮として活躍した。子がなかったため、養子として香川景樹を迎えた。しかし景樹は梅月堂の後継の資格が無いとして、後に離縁した。他にも養子を迎えたが、最終的に景柄の後継者となったのは香川景嗣であった。家集「黄中詠藻」を編集した。

## 参考資料
- 兼清正徳「香川景樹」